# HAT-P-43
HAT-P-43 — звезда в созвездии Рака на расстоянии около 1771 светового года от нас. Вокруг звезды обращается, как минимум, одна планета.

## Характеристики
HAT-P-43 представляет собой звезду 13,36 видимой звёздной величины. Её масса равна 1,048 солнечной, а радиус — 1,104 солнечного. Температура поверхности звезды составляет приблизительно 5645 кельвинов. Светимость равна 1,12 солнечной. Возраст HAT-P-43 оценивается приблизительно в 5,7 миллиарда лет.

## Планетная система
В 2012 году командой астрономов, работающих в рамках проекта HATNet, было объявлено об открытии планеты HAT-P-43 b в системе. Это газовый гигант, обращающийся очень близко к родительской звезде, с массой и радиусом, равными 0,66 и 1,283 юпитерианских соответственно. Открытие было совершено транзитным методом.